# 弗兰克·凯西
弗兰克·扬尼克·凯西（法語：Franck Yannick Kessié；1996年12月19日—）是科特迪瓦的職業足球運動員，司職中場，現效力於沙特职业足球联赛球會吉達艾阿里。

## 球會生涯
2015年8月26日，凯西被租借至切塞納一年。，其穩健的風格可以勝任場上任何位置，屬全能球員。

### AC 米兰
2017年6月2日，凯西以两年的租借合同加盟意甲球队AC米兰。7月27日，他迎来了加入 AC 米兰后的首战，最终在对阵 CS 卡拉奥华大学球队的比赛中获胜，入围欧联杯资格赛。8 月 20 日，在AC 米兰本赛季的意甲首战中对阵克罗托内，他踢入一记点球，AC 米兰最终以 3–0 获胜。

### 巴塞隆拿
2022年7月4日，西甲球會巴塞隆拿宣布，前米蘭中場基斯爾以自由身加盟，雙方簽約4年。

### 阿爾阿里
2023年8月10日，沙特“国资”球会吉達艾阿里宣布凯西加盟，转会费1250万欧元，双方签约至2026年。

## 國家隊生涯
在17歲時，凯西首次代表科特迪瓦國家足球隊，2014年9月6日主場對戰塞拉利昂國家足球隊 (2–1)，並踢完整場賽事。

## 榮譽
AC米蘭
- 意甲冠軍 : 2021-22

巴塞隆納
- 西班牙超级杯冠軍 : 2022-23[5]
- 西甲冠軍 : 2022-23[6]

吉達艾阿里
- 亞足聯冠軍精英聯賽冠軍：2024–25

象牙海岸國家隊
- 非洲國家盃冠軍 : 2023

## 外部連結
- 弗兰克·凯西在 National-Football-Teams.com 上的出场纪录
- Soccerway資料庫：弗兰克·凯西